# Cratere Xevioso
Xevioso è un cratere sulla superficie di Cerere.